# عائلة نموذجية
عائلة نموذجية (بالكورية: 모범가족) هو مسلسل ويب كوري جنوبي، من بطولة جونغ وو، بارك هي-سون، يون جين سيو، بارك جي ايون. تم اصداره على شبكة نتفلكس في 12 أغسطس 2022.

## القصة
تدور أحداث المسلسل حول رجل عادي، دونغ ها (جونغ وو)، الذي يعاني من مرارة الحياة وهو على وشك الإفلاس والطلاق، يجد بالصدفة سيارة بها الكثير من المال، ممّا يتورط في  صفقات إحدى منظّمات المخدّرات الإجرامية. 

## طاقم

### رئيسي
- جونغ وو في دور دونغ-ها[9]
- بارك هيي سون في دور جوانغ-تشول[10]
- يون جي سيو في دور اون-غو[11]
- بارك جي يون في دور جو هيون[12]

### دور داعم
- كيم سونغ اوه في دور تشوي كانغ-جون.[13]
- ون هيون-جون في دور مراسل[14]
- كيم شين بي بدور أوه جاي تشان[15]
- بارك دوو-شيك في دور مينغ غو، عضو في جماعة جوانغ تشول.[16]
- شين اون سو في دور يون-وو[17]
- سيوك مين-غي في دور هيون-وو[17]
- كيم شين روك في دور مون جونغ كوك[18]
- كيم جو هون في دور يو هان تشيول

#### مجموعة يونغسو رينج
- وون هيون جون في دور مرسول
- يون داي يول في دور زعيم المرسول (الحلقة 9)
- أناستاسيا  في دور ليليا (الحلقة 6)
- هيو سونغ تاي في دور الزعيم ما (الحلقة 4)[18]

#### مجموعة كانغ أون جو
- كيم هي-تشانج في دور شركة النشر. مدير (ح.4)
- كيم سي يونج في دور مي يون (ح.4)
- هونج رو-هيون
- نو هيو-يون
- كوون جوي-بين

#### مجموعة بارك يون-وو
- كيم شين بي  في دور أوه جاي تشان
- جو اون هيونغ  في دور ها اون (الحلقة 4)
- لي تشانغ جيك في دور نائب المبدأ (الحلقة 4)
- جيون يو جين في دور معلمة الصف (الحلقة 4)
- باي جي كي في دور موظف فندق (الحلقة 5)

## الإنتاج

### صناعة
المسلسل من إخراج كيم جين وو (مخرج لدى KBS). الذي شارك في إخراج مسلسل الإمبراطورة الحديدية (2008)، هيلر (2014)، ملكة الغموض (2017)، وإنذار الحب 2 (2021). ومن كتابة لي جاي جون الذي كتب سلسلة فريق الشؤون الخاصة تن. وهي سلسلة أصلية من قبل نتفليكس. يتولى مسؤولية إنتاج المسلسل فريق إتش للإنتاج التابع لستوديوهات جي تي بي سي المعروفة حالياً باسم SLL ، بتعاون مع شركة سلي تريون إنترتينمنت.

### طاقم
في يناير 2021، أفيد أن جونغ وو كان يفكر في الظهور في المسلسل. في أبريل 2021، أعلن عن أن بارك هي سون سينضم إلى فريق التمثيل ليحل محل دور سو جي سوب، الذي رفض الإنضمام في المسلسل. في 31 أغسطس 2021، انضم إليهم رسميًا يون جي سيو وبارك جي ايون.

### التصوير
بدا التصوير في مايو 2021 ، وانتهى في نوفمبر 2021.[بحاجة لمصدر]

### الإصدار
في 14 يوليو 2022 ، كشفت نتفليكس رسمياً عن أول عرض تشويقي بجانب الإعلان عن تاريخ العرض الاول، الذي هو 12 أغسطس 2022.

## روابط خارجية
- عائلة نموذجية على موقع IMDb (الإنجليزية)
- عائلة نموذجية على موقع روتن توميتوز (الإنجليزية)
- عائلة نموذجية على موقع نتفليكس (الإنجليزية)
- عائلة نموذجية على موقع فيلمافينيتي (الإسبانية)
- عائلة نموذجية على موقع كينوبويسك (الروسية)
- عائلة نموذجية على موقع قاعدة بيانات الفيلم (الإنجليزية)
- عائلة نموذجية على هانسينما